# Anomala hebridarum
Anomala hebridarum är en skalbaggsart som beskrevs av Ohaus 1916. Anomala hebridarum ingår i släktet Anomala och familjen Rutelidae. Inga underarter finns listade i Catalogue of Life.